# Prix Louis-Boudenoot
Le prix Louis-Boudenoot, de la fondation du même nom, est un ancien prix de littérature, créé en 1924 par l'Académie française et « décerné à l’auteur de l'ouvrage qui aura été publié dans chaque période quinquennale et que l'Académie jugera le plus propre à inspirer l'amour de la France et à entretenir la flamme sacrée du patriotisme ». 
Louis Boudenoot, à l'origine de la fondation et du prix, est un ingénieur et homme politique français né le 2 mai 1855 à Fruges (Pas-de-Calais) et décédé le 22 octobre 1922 à Paris.

## Liste des lauréats
- 1930 : 
  - Alfred Duret et Tony Catta pour Le Colonel Taylor (1871-1918)
  - William Serieyx (1866-1939) pour Drouot et Napoléon
- 1935 : Antoine Hadengue (1902-1941) pour Bouvines, victoire créatrice
- 1940 : 
  - Élie Chamard pour La Bataille de Mondement
  - Abel-Jean-Ernest Clément-Grancourt pour Places fortes et places faibles
  - René Martel (1893-1976) pour L'Aviation française de bombardement
  - Albert-Pierre-Hippolyte-Joseph Paluel-Marmont pour L’Épopée coloniale française
- 1945 : Jean des Vallières pour Sous le drapeau de la Légion étrangère. Sa grandeur l’Infortune
- 1950 : 
  - Jean Alazard pour L’art italien
  - Georges Hardy pour Portrait de Lyautey
- 1955 : Claude Vallée pour France la belle : en dévalant les siècles de Dagobert à Candide
- 1960 : Jean Thiry pour L’Avènement de Napoléon
- 1970 : Léon Michel pour Le Périgord, le pays et les hommes
- 1985 : Léon Mercadet pour La Brigade Alsace-Lorraine